# アシガルユース
アシガルユースは、関西出身のロックバンド。

## 概要
花盛歩（ボーカル・ギター）、川崎貴広（ギター・ボーカル）、杉原草太（ベース・コーラス）、南ロン（ドラム・コーラス）の4人編成。
ツインボーカルでメンバーの肥満体に眼鏡のルックス（この事はメンバー自らも度々ネタにしている）からは想像できない繊細な歌詞と懐かしくキャッチーなメロディにのせたポップサウンドを表現している。

## 経歴
元々、花盛歩と川崎貴広はアコースティックユニット（二つ星）から（ベーグルコンティニュード）での活動を行っていたが、作る楽曲がアコースティックからバンドサウンドを意識した音に変化していった為、バンドで活動していく事を決意。ベースの募集をかけたところ、時を同じくして自らの活動場所を探していた杉原の琴線に彼らのサウンドが触れ、間もなく意気投合。前ドラマーが加わり2006年7月にアシガルユースが結成。ちなみにこの頃から、彼らのライブパフォーマンスは他のバンドと比べ異彩を放っていた。間もなく前ドラマーが脱退するものの、2007年7月にそれまでサポートメンバーだったドラムの戸渡ジョニーが正式加入、本格的にアシガルユースの活動が開始されることとなる。「ジョエルの声も・・・」「カレーショップサフラン」は結成当初に作成された楽曲である。「ジョエルの声も・・・」は、現在は諸般の事情により「B・A・B・Y」にタイトルが変更されている。その後の活動はライブ活動が中心となる。その中で自主制作CD2枚のリリースや、エンターテイメント性を多分に含みつつ、歌もきっちり聴かせるライブパフォーマンスが関西を中心に話題を呼ぶ。FM802主催の「MINAMI WHEEL」では流通の通ったリリース作品が無いのにもかかわらず、2年連続規制を成し遂げる。並行して花盛、川崎によるアンプラグドユニット「一揆勃発」も活動していたが、メジャー・デビューに伴い現在活動休止中。2010年発売のミニアルバム『Nice to MEAT you』でメジャー・デビュー。リード曲である『It's so GOOD』は、カー用品のジェームスのCMタイアップ曲となっている。同作品でのタワーレコードでのインストアライブ「東京・名古屋・大阪・広島」、レコ発ツアー「東京・名古屋・大阪」を行った。レコ発最終公演は大阪の十三FANDANGOでのワンマンライブで大成功を収めた。2011年には2月より「～北へ南へSUPER I LOVE YOU～」と題した初の全国ツアーをスタート。4月20日のツアーファイナルではゲストに鶴を迎え、大阪の梅田シャングリラにて大盛況のうちに幕を閉じた。2012年、『中居正広の金曜日のスマイルたちへ』（TBS）のダイエット企画で美木良介考案のロングブレスダイエットに花盛と川崎が3ヵ月間挑戦、花盛は35.7kg、川崎は33.3kgの減量に成功。精悍な外見に生まれ変わった（2012年7月20日に一連の経過が放送された）。近年ではYoutuber「あしあと」のメンバーの1人の朱梨とのコラボや「あしあと×アシガルユース」でライブを行うなど知名度を広げている。

## メンバー
花盛 歩（はなもり あゆむ）
3月10日生まれ　O型
ボーカル&ギター担当。使用ギターはフェンダー・テレキャスター。大阪府豊中市出身。アシガルユースのリーダー的存在。ニックネームは「はなも」。
川崎 貴広（かわさき たかひろ）
12月31日生まれ　O型
ギター&ボーカル担当。使用ギターは主にギブソン・レスポール。左利き。おかっぱヘアーにしてサモ・ハン・キンポーに似たことからサモハン・カワサキンポーと呼ばれる。アシガルユースのマスコット的存在。兵庫県尼崎市出身。
杉原 草太（すぎはら そうた）
3月1日生まれ　A型
ベース&コーラス担当。おみくじで「平」を引いたことから別名「平太（へいた）」とも呼ばれる。なかなか決まらないMCが人気。使用ベースは主にフェンダー・プレシジョンベース。大阪府八尾市出身。
南 ロン（みなみ ろん）
10月4日生まれ　B型
ドラム&コーラス担当。2016年1月にアシガルユースに加入。群馬県出身。

### 旧メンバー
戸渡 ジョニー（とわたり じょにー）
　12月7日生まれ　O型
ドラム&コーラス担当。使用機材は主にスネア：SONOR／ハット：K Zildjian／ペダル：DW 9000チタニウム。優しいルックスとは裏腹な毒舌な喋りが人気。鳥取県米子市出身。2014年1月17日脱退。

## ディスコグラフィ

### 自主音源シングル
1. 初陣 （2006年7月発売　※廃盤）
2. Crowd Fan Sing!! in Tokyo（2018年12月29日発売）
3. Crowd Fan Sing!! in Shiga（2018年12月29日発売）
4. Crowd Fan Sing!! in Osaka（2018年12月29日発売）

### 自主音源ミニ・アルバム
1. つぎ、とまります。（2007年12月23日発売 ※廃盤）
2. DONUTS（2009年4月28日発売 ※廃盤）
3. COCODOCO-CD（2014年5月31日発売）
4. SOCODOCO-CD（2016年2月28日発売）
5. 「いや、こっからっしょ。」（2016年4月16日発売　※ライブ会場限定販売）

### メジャー・ミニ・アルバム
1. Nice to MEAT you（2010年10月20日発売）
2. 妄想yes（2012年8月22日発売）

### メジャー・シングル
1. Like or LoveStory（2011年6月29日発売）
2. Hello☆my yesterday'$（2012年6月27日発売）

### 配信限定シングル
| 発売日         | タイトル                     | レーベル           |
| -------------- | ---------------------------- | ------------------ |
| 2011年10月26日 | ビューティースノー           | FlyingStar Records |
| 2012年3月15日  | Sha la la Winter Love        | FlyingStar Records |
| 2012年7月6日   | A.O.SO.LA 〜キセキ〜         | FlyingStar Records |
| 2022年2月1日   | グローリーデイズ             | ASHIGARU Records   |
| 2022年3月1日   | I love Jackieeeee!!          | ASHIGARU Records   |
| 2022年4月1日   | THE BARGAIN                  | ASHIGARU Records   |
| 2022年5月1日   | 逃亡者                       | ASHIGARU Records   |
| 2022年6月1日   | finally...                   | ASHIGARU Records   |
| 2022年7月1日   | コーヒー風味のチューインガム | ASHIGARU Records   |
| 2022年8月1日   | 夜とランドリー               | ASHIGARU Records   |
| 2022年9月1日   | スローモーション             | ASHIGARU Records   |
| 2022年11月1日  | 青い自転車                   | ASHIGARU Records   |
| 2022年12月1日  | ウォーアイニー               | ASHIGARU Records   |
| 2023年1月1日   | ぼくらのうた                 | ASHIGARU Records   |

## タイアップ一覧
- It's so GOOD
  - カー用品のジェームス CMソング
- ビューティフル
  - 吉備国際大学短期大学部 CMソング

## 主なライブ
| 開催日         | タイトル | 備考 |
| -------------- | --- | --- |
| 2013年3月2日   | アシガルユースPresents「シャチョサン、オッスm(_ _)m…＼(^o^)/」Vol.在～大好きっす!僕たち名古屋が!いやマジで、、、の初ワンマン～ | ell. SIZE |
| 2013年4月20日  | アシガルユースPresents「シャチョサン、オッスm(_ _)m…＼(^o^)/」vol.前～これにて、パーペキに悪霊退散～                           | 梅田Shangri-La |
| 2013年5月26日  | ～アシガルユースPRESENTS～「ドキドキ大作戦 vol.1」～日曜日の課外授業in宇都宮～ワンマンライブ                                   | HEAVEN'S ROCK 宇都宮 VJ-2 |
| 2013年9月21日  | アシガルユースワンマンライブ「ドキドキ大作戦パート2」～京の都で課外授業～                                                      | ROOTER×2 |
| 2014年12月21日 | アシガルユース presents 歌MONO generations vol.2～時を越える音が世代を繋ぐ、、、故に、激おこ鍋食べ放題!??～                    | 阿倍野ROCKTOWN w/ZILCONIA, GRAND COLOR STONE, 森翼, PURPLE HUMPTY, NUMBER VOGEL, メロディーキッチン, 最悪な少年, 竹森マサユキ, Prof.Moriarty & Smiley-Todd, 片山新介, たゆたう。, ユナイテッドモンモンサン, 浜田一平 |
| 2016年12月4日  | アシガルユース結成10周年記念10企画!第10弾ファイナル 「歌MONO generations vol.5」                                               | 阿倍野ROCKTOWN w/ウラニーノ, 鶴, L, 想ワレ, みのべありさ, metro polica, ネコレクション, 南蛮キャメロ |
| 2017年3月1日   | 杉原草太生誕祭 ～言いたい事も言えないこんな世の中じゃ～                                                                        | 尼崎Blanton w/二福星, 武元さおり, STORM |
| 2018年12月29日 | アシガルユース presents「歌ジェネ vol.7」                                                                                      | 阿倍野ROCKTOWN w/スムージチークス, 愁人, 朱梨, 湯野川広美, 高田志麻, FASE |
| 2019年4月14日  | 【アシガルMTG】 | 尼崎Blanton |
| 2019年12月28日 | アシガルユース presents「歌ジェネ vol.8」                                                                                      | |